# Катана гомогенна броня

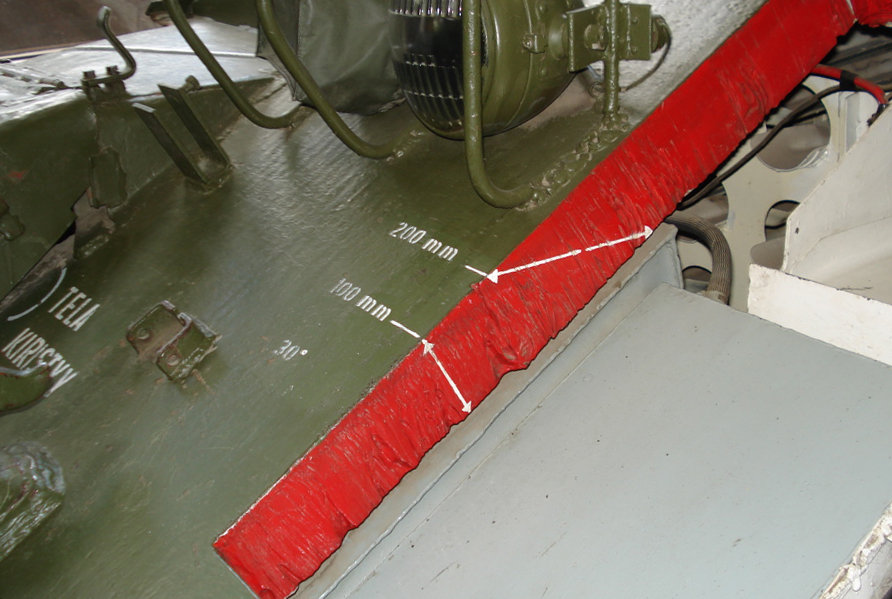
Лист броні з верхньої лобової деталі танка Т-54.

Катана гомогенна броня військової техніки виготовляється з однорідної сталі, якій додали міцності гарячим прокатом, на відміну від шарованої або цементованої броні. Вперше таку броню використали на танках. Однак після Другої світової війни вона почала виходити з вжитку через появу нових протитанкових снарядів, здатних пробивати катану гомогенну броню навіть з великих дистанцій.

## Структура
Броньова сталь повинна бути твердою, настільки щоб витримати удари металевих снарядів, які летять з високою швидкістю. Сталь із цими характеристиками виробляється шляхом обробки литих заготовок зі сталі відповідного розміру, з подальшим протяганням до пластин необхідної товщини. При гарячому прокатуванні зерниста структура сталі гомогенізує, чим зменшується кількість дефектів і збільшується твердість сталі. Прокатування також перетворює зернисту структуру сталі у довгі лінії, які поширюють напругу на сталь по всьому металу, уникаючи концентрації напружень в одній області.
Броня має назву гомогенної тому, що її склад і структура однорідні по всій товщині. Протилежністю гомогенній сталевій пластині є цементована сталева пластина, де лицьова поверхня сталі тверда, а тилова м'яка. Лицьова сторона сталі твердне за допомогою процесу термічної обробки.

## Історія
Від появи танків і до Другої світової війни товщина танкової броні збільшувалася, щоб протистояти зростаючим розмірам і потужності протитанкових гармат. Танк із міцнішою бронею міг протистояти більшим протитанковим гарматам.
Загалом у цей період використовували саме гомогенну броню (у поєднанні з пластинами зі сплавів і литою бронею), тому потужність гармат вимірялася товщиною броні, яку вони були здатні пробити. Цей стандартний тест залишився до сих пір, не дивлячись на те, що зараз використовуються інші типи броні, які навіть не мають у складі сталі або інших металів.
Гомогенна броня була основною до закінчення Другої світової війни, під час якої виникло нове покоління протитанкових снарядів — кумулятивні, які прийшли на зміну важким високошвидкісним бронебійним снарядам. Проти таких снарядів броня була не ефективною і швидко вийшла з використання.
Після Другої світової, через зменшення ефективності броні у захисті від нових боєприпасів (особливо проти кумулятивних і покращених бронебійних), гомогенну броню почала витісняти композитна броня, яка включає в себе повітряні простори і матеріали, такі як кераміка або пластмаси на додачу до сталі, а також динамічний захист.

## Специфікація
Зараз в армії США використовують броню, зроблену за військовим стандартом MIL-DTL-12560 від декількох виробників. Існує й інший стандарт MIL-DTL-46177, але зараз він не використовується й усі нові конструкції повинні використовувати MIL-DTL-12560. Гомогенна броня MIL-DTL-46177 схожа зі сталевим сплавом SAE 4340.

## Еквівалент катаної гомогенної броні
Для оцінки міцності броні використовують поняття RHAe (англ. Rolled Homogeneous Armour equivalency — «еквівалент катаної гомогенної броні»), що приблизно означає, яку товщину має мати катана гомогенна броня для забезпечення такого самого рівня захисту, як оцінювана броня. RHAe подекуди хибно використовується як загальний параметр, що є хибним: цей еквівалент різниться для різних типів боєприпасів.